# Världsregering
En världsregering är en tänkt regering som styr över hela, eller syftar på att styra över nästan hela världen enligt internationell rätt.
Idén om en världsregering fanns redan under antiken. Även Dante Alighieri hade sådana förslag i boken Monarchia 1329.
Under andra världskrigets slutskede utvecklades Förenta nationerna, som har vissa drag av världsregering.
Illuminatordens främsta mål var att skapa en världsregering. 

## Världsregeringar i fiktion
Världsregeringar är också vanligt förekommande i science fiction.